# Metal de campana

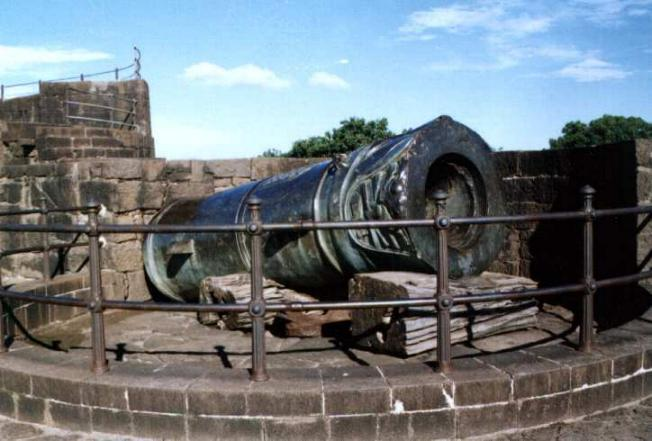
El cañón Malik-e-Maidan, hecho en metal de campana.

Se denomina metal de campana a un tipo de aleación metálica muy resistente, utilizada tradicionalmente para la fundición de campanas. Esta aleación es un tipo de bronce que utiliza cobre con estaño en una proporción de 3:1 (78 % frente a un 22 % en valores precisos), que se funden conjunta y fácilmente y luego se cuelan, produciendo la aleación más sonora de todos los bronces, siendo el tono más grave y profundo cuanta mayor cantidad de cobre posea la campana. La mena principal es la estannita, un sulfuro de cobre, estaño y hierro.

## Historia
Durante la Edad Moderna en España se consideraba esta aleación como la más idónea para fundir piezas de artillería, de manera que la construcción de los cañones estaba en manos de los maestros campaneros. A ello se debe que el Arma de Artillería poseyera el denominado "privilegio de campanas", que consistía en la confiscación de todas las campanas y demás utensilios de cobre o bronce que existieran en toda ciudad conquistada, en reconocimiento a su desempeño. 
En los estados indios de Bengala Occidental y Orissa la aleación se conoce con el término local kansa, y se emplea para la manufactura de otros utensilios. Balakati, situada a 12 km de Bhubaneshwar, es una localidad reconocida por sus diseños elaborados mediante esta aleación, como motivos florales y de pájaros, figuras fantásticas, bandejas y lámparas, objetos muy populares en toda la India.
En Rusia las campanas de las iglesias son manufacturadas con una mezcla distinta de bronce y estaño, a la que a veces se añade plata, para producir un sonido y resonancia muy particulares.
Es reseñable asimismo el uso de esta aleación en varios objetos destacados, como los Xorai de Assam, un mortero perteneciente al boticario Charles Angibaud, el gran cañón Malik-e-Maidan (de 4,5 por 1,5 metros) de Bijapur, o los espejos del primer telescopio reflector de Isaac Newton.